# Giske

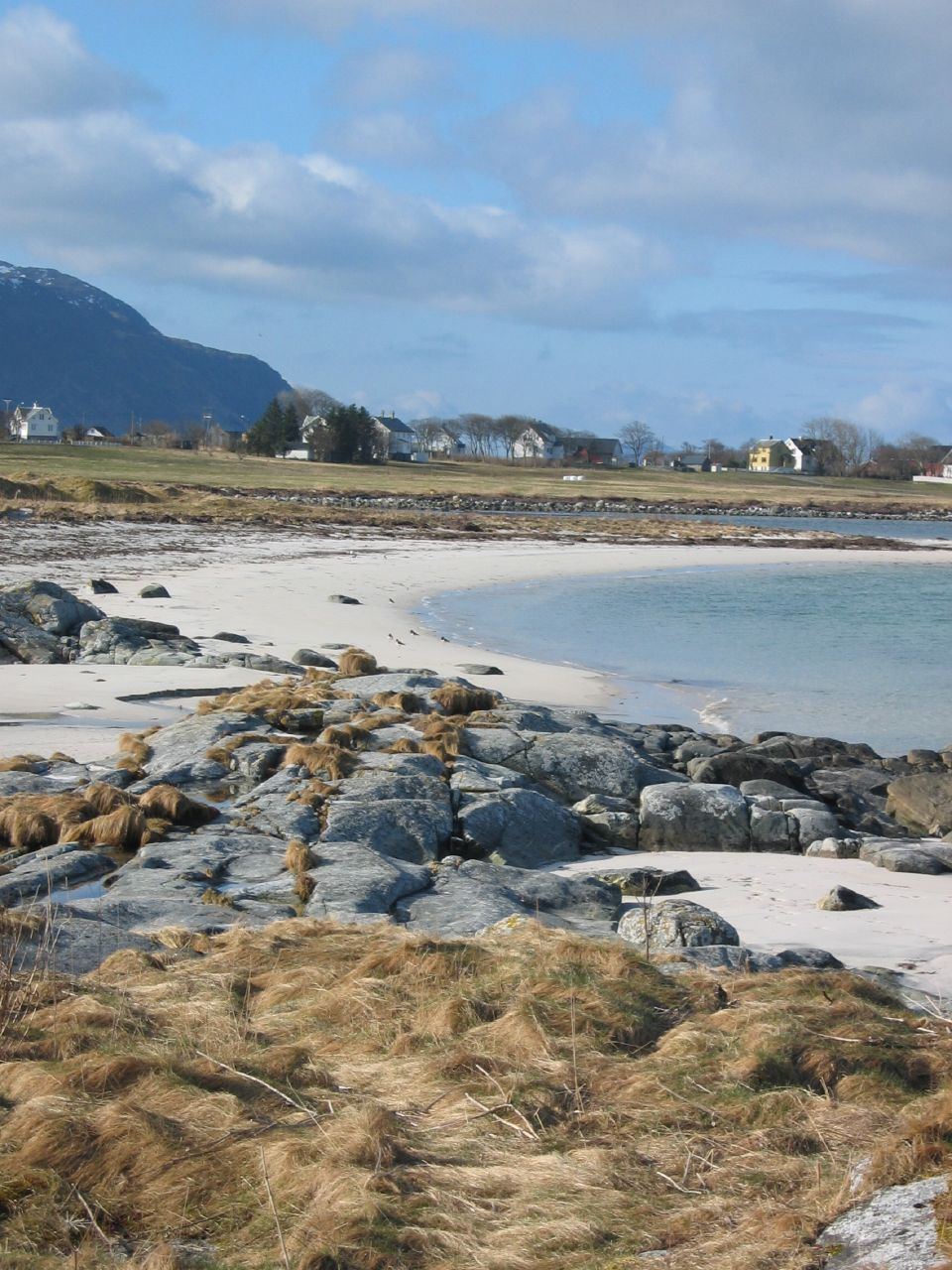
A beach in Giske on Valderøy island

Giske là một hòn đảo và là một đô thị ở hạt Møre og Romsdal, Na Uy. Giske nằm ở phía bắc tây bắc của Ålesund.
Đô thị này được tách khỏi Borgund ngày 1 tháng 1 năm 1908. Đô thị Vigra đã được nhập với Giske ngày 1 tháng 1 năm 1964.
Tên đô thị này được đặt theo tên nông trại và đảo Giske (tiếng Na Uy Cổ Gizki), do nhà thờ đầu tiên đwojc xây ở đó. Huy hiệu được dùng từ năm 1985 nhưng có gốc tích xưa, dựa trên huy hiệu cũ của Erling Vidkunnsson từ 1343.
Đô thị này bao gồm 4 hòn đảo: Giske được lấy tên chung cho đô thị này vì tầm quan trọng lịch sử của nó, Vigra, là nơi cósân bay Ålesund, Valderøy, nơi đóng trụ sở hành chính và Godøy. Ngoài ra còn có nhiều đảo nhỏ khác nữa.